# 여호야긴
여호야긴(יְהוֹיָכִין 예호야킨he; 라틴어: 요아킨, 요아킨), 여고냐(고대 히브리어: יְכָנְיָה 예코네야 he, "야훼께서 세우셨다"는 뜻; 그리스어: 이에코니아스; 라틴어: 이에코니아스, 예코니아스) 혹은 고냐는 기원전 6세기에 바빌론의 네부카드네자르 2세에 의해 폐위되어 포로로 잡혀간 유다 왕국의 열아홉 번째이자 뒤에서 두 번째 국왕이었다. 여호야킴 왕의 아들이자 후계자였으며, 요시아 왕의 손자였다. 여고냐에 대해 알려진 대부분의 정보는 구약 성경에 기록되어 있다. 이외에도 이라크의 여호야긴의 배급 명단 점토판과 같은 유물에서도 발견되었다. 이 점토판은 바빌론의 이슈타르의 문 근처에서 발굴되었으며, 기원전 592년경의 것으로 추정된다. 쐐기 문자로 작성된 이 점토판에는 여고냐 (아카드어: 𒅀𒀪𒌑𒆠𒉡} 야우키누 [이아-우-키-누])와 그의 다섯 아들이 바빌론에서 식량 배급을 받았다는 내용이 언급되어 있다.

## 성경의 묘사

### 통치

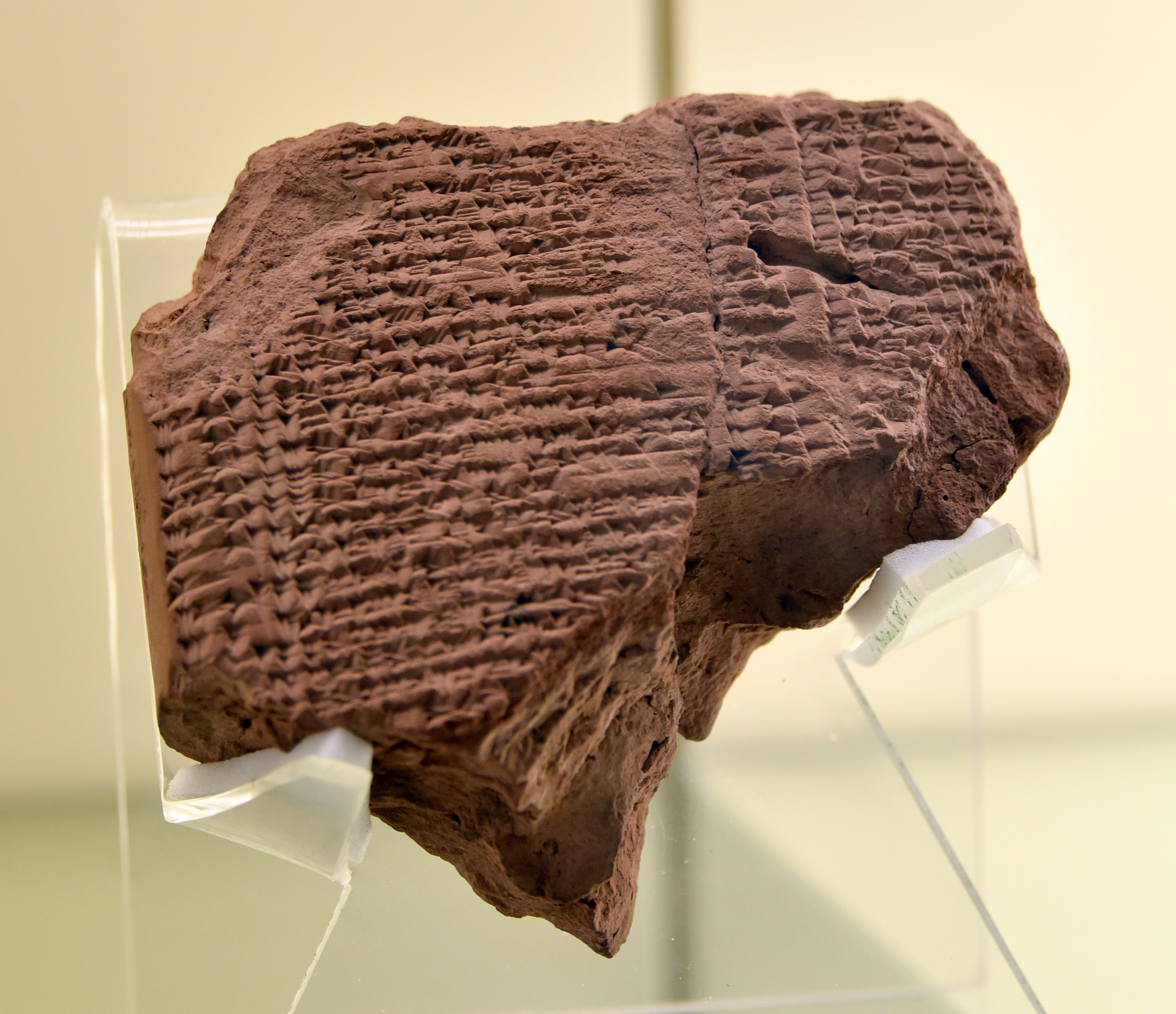
점토판. 아카드어 쐐기 문자로 유다 왕 여고냐 (여호야긴)의 이름과 바빌론 유수가 언급된 배급 명단. 이라크 바빌론 출토, 기원전 580년경. 베를린 서아시아 박물관.

여고냐는 기원전 598년 12월 9일부터 3개월 10일간 통치했다. 그는 주변 지역의 약탈자들이 예루살렘을 침공하여 그의 아버지 여호야킴을 살해한 후 유다의 왕위를 계승했다. 이는 기원전 601년 이후 여호야킴의 반란에 대한 대응으로 바빌론 왕이 이러한 침략을 배후에서 조종했을 가능성이 높다. 여고냐가 왕이 된 지 3개월 10일 후, 네부카드네자르 2세의 군대가 예루살렘을 점령하여 고위층 유다인 포로들을 바빌론 사회에 동화시키려 했다. 기원전 597년 3월 15/16일, 여고냐와 그의 온 가족 및 삼천 명의 유대인들이 바빌론으로 추방되었다.:217
역대기하 36장의 마소라 본문에는 여고냐의 통치가 8세에 시작되었다고 기록되어 있는 반면, 열왕기하 24장 8절에는 여고냐가 18세에 즉위했다고 되어 있다. 현대 학자들은 "8세"와 "18세"의 차이를 한쪽 또는 다른 쪽의 필사 오류로 간주하고 있다.

### 유배 기간 동안
여고냐가 왕위에서 물러난 후, 그의 삼촌 시드키야 (열왕기하 24:17)가 네부카드네자르에 의해 유다를 다스리도록 임명되었다. 시드키야는 요시아의 아들이었다. 여고냐는 나중에 에실라르크들의 첫 번째 인물로 간주될 것이다. 에제키엘서에서 저자는 여고냐를 왕으로 언급하며, 특정 사건들을 그가 유배 생활을 한 햇수로 날짜를 기록한다. 저자는 자신을 여고냐와 동시대 인물인 에제키엘이라고 밝히며, 시드키야의 이름은 전혀 언급하지 않는다.

### 포로 생활에서의 해방
열왕기하 25장 27절–30절에 따르면, 여고냐는 "유배 37년째"에 감옥에서 풀려났으며, 그 해는 아멜-마르둑이 즉위한 해로, 궁정에서 명예로운 지위를 부여받았다. 바빌론에서 여고냐가 풀려난 것은 열왕기와 신명기계 역사서를 마무리하는 사건이다. 바빌론 기록에 따르면 아멜-마르둑은 기원전 562년 10월에 즉위했다. 예레미야 52장 31절에 따르면, 여고냐는 "열두째 달 스물다섯째 날"에 감옥에서 풀려났다. 이는 유다의 티슈리 기반 달력에 따라 포로 생활 첫 해가 기원전 598/597년이었음을 나타낸다. 따라서 유다식 계산에 따르면 포로 생활 37년째는 기원전 562년 티슈리에 시작된 해였으며, 이는 바빌론 기록에 명시된 아멜-마르둑의 즉위 연도와 일치한다.

#### 저주
예레미야 (22:28–30)는 여고냐에게 그의 후손 중 어느 누구도 이스라엘의 왕위에 앉지 못할 것이라고 저주했다.
인용 틀이 비었음 (도움말)
마태오의 복음서 1장 11-12절은 예수의 계보에 요셉을 통해 여고냐를 나열한다. 만약 요셉이 예수의 생물학적 아버지였다면 (이는 기독교 신앙과 반대됨), 예수께서는 여고냐의 저주가 사실이라면 그분에게도 적용될 것이므로, 정당하게 메시아라고 주장할 수 없었을 것이다.
리처드 챌로너는 마태복음과 누가복음의 두 계보가 생물학적 자손과 형사취수를 통한 자손을 가리킨다고 해석했다. 이 개념에 따르면, 요셉은 여고냐의 생물학적 후손일 수 있지만, 유대 율법에 따르면 형사취수를 통해 형제의 이름을 이어받았기 때문에 다른 사람의 후손으로 간주될 수 있었다.

## 랍비 문헌에서
여호야긴은 네부카드네자르에 의해 그의 아버지를 대신하여 왕이 되었다. 그러나 네부카드네자르가 바빌론으로 돌아가자마자 누군가 그에게 "개는 좋은 자손을 낳지 못한다"고 말했고, 이에 그는 여호야긴을 왕으로 삼는 것이 좋지 않은 정책임을 깨달았다(레위기 라바 19.6; 세데르 올람 라바 25). 안티오키아 근처 다프네에서 네부카드네자르는 대사네드린을 만났는데, 그들에게 왕을 넘겨주면 성전을 파괴하지 않을 것이라고 선언했다. 왕이 네부카드네자르의 이 결심을 듣고 성전 지붕 위로 올라가 하늘을 향해 성전 열쇠를 들고 말했다. "당신이 더 이상 우리를 당신의 종으로 여기지 않으니, 지금까지 우리에게 맡기셨던 열쇠를 가져가십시오." 그러자 기적이 일어났다. 불타는 손이 나타나 열쇠를 가져갔고, 다른 사람들은 왕이 던진 열쇠가 공중에 매달려 있었다고 말한다(레위기 라바 1.c.; 예루살렘 탈무드 셰칼림 6.50a; 열쇠 전설의 다른 버전은 타아니트 29a; 페시크타 라바 26 [프리드만 판, 131a쪽], 시리아어 바룩서 10.18에 나와 있다). 왕과 모든 학자들 및 유다의 귀족들은 네부카드네자르에 의해 포로로 잡혀갔다(세데르 올람 라바 1.c.; Ratner의 해당 주석 비교). 요세푸스에 따르면, 여호야긴은 도시와 그의 친족들을 네부카드네자르에게 넘겨주었고, 네부카드네자르는 그들이나 도시 모두 해를 입지 않을 것이라고 맹세했다. 그러나 바빌론 왕은 그의 약속을 어겼다. 거의 1년이 지나자 그는 왕과 많은 사람들을 포로로 끌고 갔다.
여호야긴의 슬픈 경험은 그의 성품을 완전히 바꾸어 놓았고, 왕으로서 저질렀던 죄를 회개하자 그는 하나님께 용서받았다. 하나님은 그의 후손 중 어느 누구도 왕이 되지 못할 것이라는 명령을 철회하셨다(예레미야 22.30; 페시크타, 부베르 판, 25.163a, b). 그는 심지어 메시아의 조상이 되기까지 했다(탄훔, 톨레도트, 20 [부베르 판, 1.140]). 특히 율법을 충실히 지키려는 그의 굳건함이 그를 하나님의 은총으로 회복시켰다. 그는 네부카드네자르에게 독방에 감금되었고, 아내와 떨어져 지냈기 때문에 그와 함께 바빌론으로 추방되었던 산헤드린은 이 여왕이 죽으면 다윗 왕조가 단절될 것을 염려했다.
그들은 세미라미스 여왕의 환심을 사서 네부카드네자르가 포로된 왕의 아내를 그의 감옥에 함께 있도록 허락하여 그의 고통을 덜어주도록 유도했다. 그러자 그가 큰 자제력과 율법에 대한 순종을 보이자, 하나님은 그의 죄를 용서하셨다(레위기 라바 19, 끝). 여호야긴은 그의 정복자 네부카드네자르의 죽음을 보았고, 이는 그에게 자유를 가져다주었다. 그의 아버지의 죽음 이틀 만에 에윌-메로닥은 여호야긴이 수년 동안 고통받았던 감옥을 열었다.

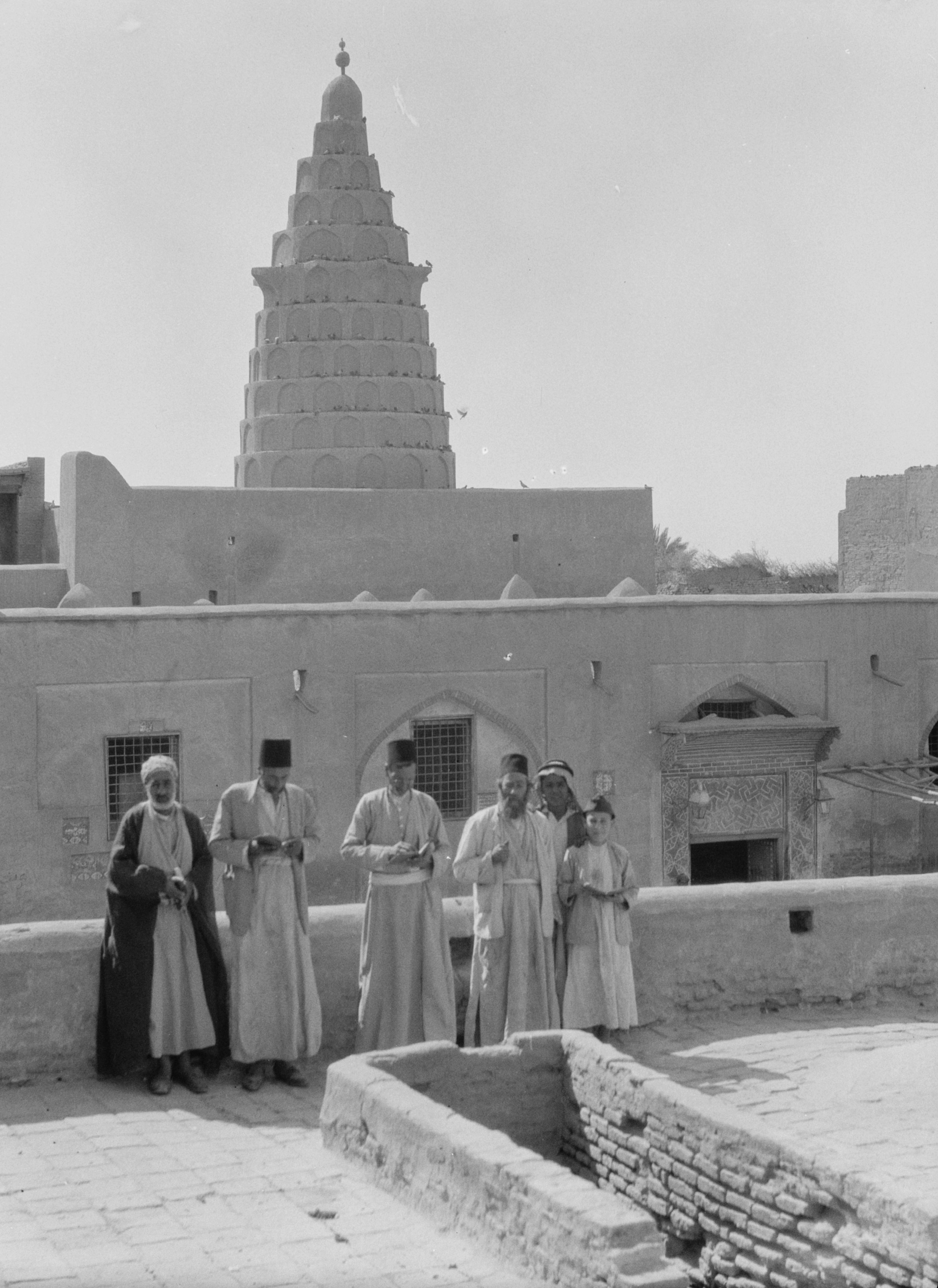
유대인들이 에제키엘의 무덤에서, 1932년 이라크 알 키플.

여호야긴의 삶은 "번영할 때 사람은 불운의 가능성을 결코 잊지 말아야 하며, 역경 속에서도 번영의 회복을 절망하지 말아야 한다"는 격언을 가장 잘 보여준다(세데르 올람 라바 25). 여호야긴의 조언에 따라 네부카드네자르의 아들은 아버지의 시신을 300조각으로 잘라 300마리의 독수리에게 주었고, 이는 네부카드네자르가 결코 돌아와 자신을 괴롭히지 않을 것이라는 확신을 얻기 위함이었다("제라미엘 연대기," 66.6). 에윌-메로닥은 여호야긴을 왕처럼 대우하고, 그에게 보라색과 담비 털옷을 입혔으며, 그를 위해 네부카드네자르에게 투옥되었던 모든 유대인들을 석방시켰다(타르굼 셰니, 서두 근처). 예언자 에제키엘의 무덤에 웅장한 영묘를 세운 것도 여호야긴이었다(투델라의 벤야민, "여행기," 애셔 판, 1.66). 제2성전에는 "여고냐의 문"이라고 불리는 문이 있었는데, 전통에 따르면 여고냐(여호야긴)가 유배될 때 그 문을 통해 성전을 떠났기 때문이다(미쉬나, 미돈 2.6).

## 계보
여고냐는 여호야킴과 예루살렘 사람 엘나단의 딸 느후수다의 아들이었다. 그는 여덟 명의 자녀를 두었는데, 그들은 아시르, 스알디엘, 말기람, 브다야, 스나살, 여가미야, 호사마, 그리고 느다비야이다. (1 Chronicles 3:17–18). 여고냐는 또한 역대기상에서 스룹바벨의 아버지인 브다야의 아버지로 언급된다. 그의 후손 목록은 1 Chronicles 3:17–24에 나와 있다.
마태복음 1:11은 예수 그리스도의 계보를 나열하면서 요시아의 아들 여고냐를 마리아의 남편인 요셉의 조상으로 기록한다. 이 여고냐는 여호야킴의 아들 여고냐(역대상 3:16)의 삼촌인데, 여고냐/여호야킴 혈통은 저주를 받았다(예레미야 22:24,30). 예수의 여고냐/요시아(마태복음 1:11) 혈통은 저주를 받지 않았다.

## 여고냐 통치 연대 측정

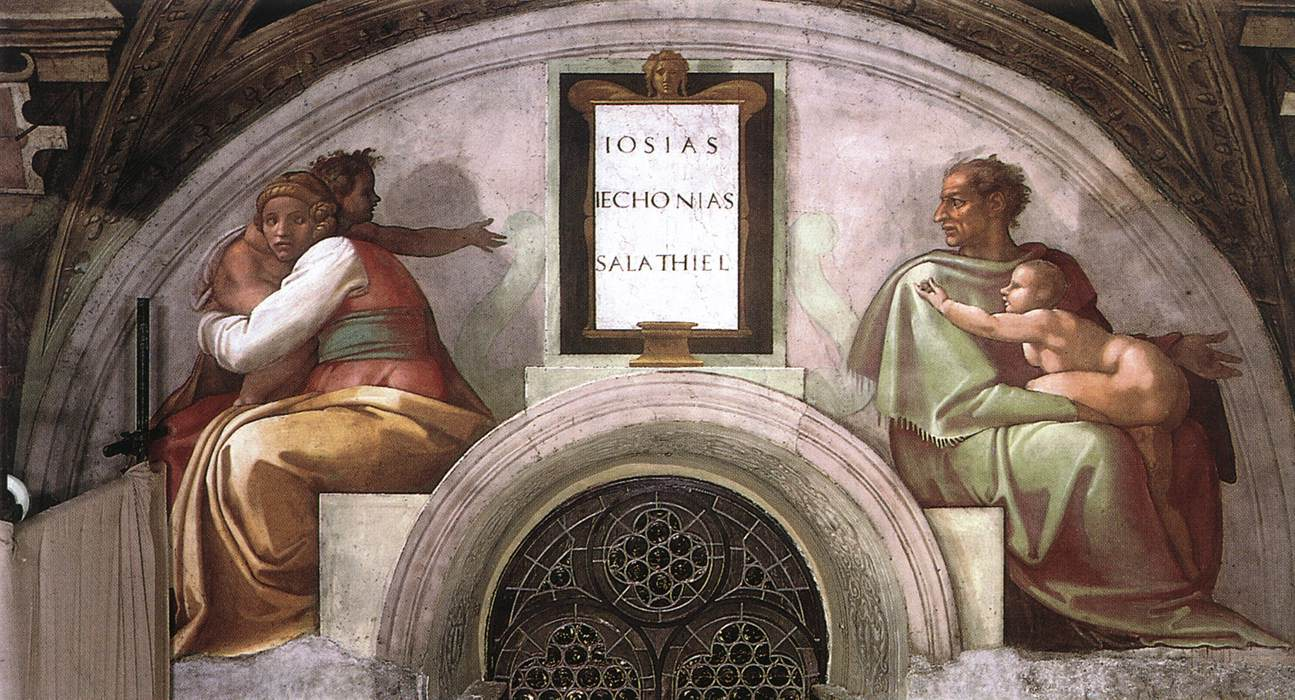
시스티나 경당의 루네트에 그려진 스알디엘과 요시아가 있는 여고냐.

바빌로니아 연대기에 따르면 네부카드네자르가 기원전 597년 아달월 2일 (3월 16일)에 예루살렘을 처음으로 점령했다. 1956년 위즈먼이 바빌로니아 연대기를 출판하기 전, 띠엘레는 성경 본문에서 네부카드네자르의 예루살렘 및 여고냐 왕 첫 점령이 기원전 597년 봄에 일어났다고 판단했지만, 케네스 스트랜드는 올브라이트를 포함한 다른 학자들이 기원전 598년으로 더 자주 날짜를 잡았다고 지적한다.:310, 317

### 띠엘레의 연대
띠엘레는 여고냐의 포로 생활 25주년이 기원전 573년 4월 25일 (니산월 10일)이었다고 주장했으며, 이는 그가 24년 전인 597년 니산월 10일에 바빌론으로 유배되기 시작했음을 의미한다. 그가 이 정확한 날짜에 도달한 추론은 에제키엘 40장 1절에 근거한다. 이 구절에서 에제키엘은 월을 명시하지 않고 "바로 그 날" 열 번째 날이라고 말한다. 이는 여고냐(및 에제키엘)의 바빌론 유배가 도시 함락보다 한 달 늦게 시작되어, 새로운 니산월 기반 연도가 시작될 수 있다는 그의 생각과 일치하므로, 띠엘레는 에제키엘의 이 말을 포로 생활 또는 유배가 실제로 시작된 날을 가리키는 것으로 해석했다. 따라서 그는 여고냐의 3개월 10일간의 통치가 이 날짜에 끝났다고 보았다. 그가 여고냐의 통치 기간으로 제시하는 날짜는 기원전 598년 헤슈반월 21일 (12월 9일)부터 기원전 597년 니산월 10일 (4월 22일)까지이다.:187
이와 관련하여 띠엘레의 추론은 예루살렘 함락 시기를 기원전 587년으로 주장하는 로저 C. 영에 의해 비판받았다. 영은 띠엘레의 계산이 일관성이 없으며, 에제키엘 40장 1절의 "바로 그 날" (베-엣셈 하-욤 하-제)이라는 구절에 대한 대안적인 설명을 제시한다. 이 구절은 레위기 23장 28-30절에서 대속죄일을 가리키는 데 세 번 사용되며, 대속죄일은 항상 티슈리월 10일에 지켜졌고, 에제키엘의 글들은 여러 곳에서 레위기와 친숙함을 보여준다.:121, n. 7 이 해석을 지지하는 또 다른 주장은 같은 구절에서 에제키엘이 나팔절 (새해)이었고 또한 그 달의 열 번째 날이었다고 말하는데, 이는 희년의 시작을 나타낸다. 왜냐하면 희년에만 티슈리월 10일, 즉 대속죄일에 새해가 시작되었기 때문이다 (레위기 25:9). 탈무드 (아라킨 12a, b)와 세데르 올람 (11장)도 에제키엘이 희년 시작 시기에 그의 환상을 보았다고 말하는데, 이는 에제키엘 40장 1절에 대한 이러한 해석과 일치한다.
이는 띠엘레의 에제키엘 40장 1절 해석에 대한 대안적 설명을 제시하고, 띠엘레의 여고냐 연대가 바빌로니아 연대기 기록과 양립할 수 없기 때문에, 아래 정보상자는 여고냐 통치의 끝을 바빌로니아 기록에 명시된 예루살렘의 첫 함락일인 아달월 2일 (기원전 597년 3월 16일)로 날짜를 잡는다. 그러나 띠엘레의 여고냐 연대와 예루살렘 함락일인 기원전 586년은 학계에서 여전히 상당한 비중을 차지한다.
하지만, 기원전 574년 티슈리월 10일은 에제키엘 40장 1절에 명시된 대로 정확히 기원전 587년 성전 파괴 14년째이자 기원전 597년 여고냐의 유배 25년째이므로, 그러한 복잡한 문제는 불필요하다.
게르숀 갈릴(Gershon Galil) 또한 예루살렘 함락 시기인 기원전 586년과 여고냐의 유배에 관한 자료를 조화시키려 시도했다. 띠엘레처럼 그는 유배 연도를 니산월부터 측정해야 한다고 가정했지만, 그 이유는 달랐다. 갈릴은 바빌론이 윤달을 삽입하고 이스라엘은 아직 삽입하지 않았기 때문에 이스라엘의 달력이 바빌론보다 한 달 앞섰다고 가설을 세웠다. 이는 바빌론 기록의 아달월(열두째 달)이 유대식 계산의 니산월(첫째 달)에 해당하게 된다. 그러나 이 가설은 띠엘레의 가설과 마찬가지로 에제키엘 40장 1절과 충돌하는데, 유배 25년째는 기원전 573년 니산월에 시작되고, 14년 전 예루살렘 함락은 기원전 587년에 해당하며 갈릴과 띠엘레가 주장하는 기원전 586년이 아니기 때문이다. 바빌로니아 자료와도 추가적인 충돌이 있는데, 여고냐가 감옥에서 풀려난 해인 유배 37년째는 바빌로니아 연대기에 명시된 아멜-마르둑의 즉위년인 기원전 562년 니산월이 아니라 기원전 561년 니산월에 시작될 것이기 때문이다. 이러한 충돌을 인식한 갈릴은 (377페이지에서) 예루살렘 함락 시기(기원전 586년)가 성경과 바빌로니아 연대기에 제시된 정확한 자료와 일치하지 않음을 인정한다.

## 여고냐의 연대 측정을 통한 예루살렘 함락 연대 측정

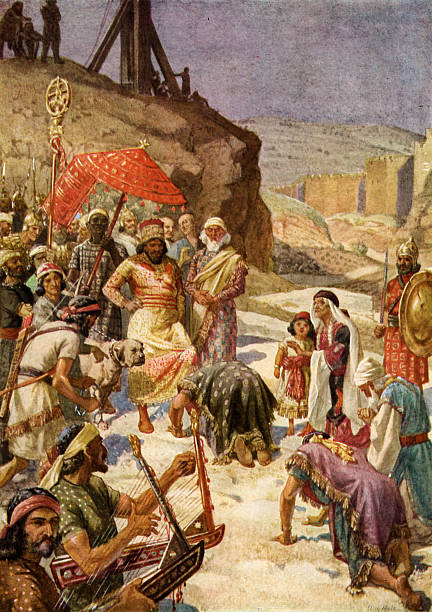
여고냐가 네부카드네자르 2세에게 항복함 (예레미야 22:25-26. '나 주가 말한다. 네 목숨을 찾는 자들, 곧 네가 두려워하는 자들의 손에, 바빌론 왕 느부갓네살과 갈대아 사람들의 손에 너를 넘겨주겠다. 26 내가 너와 너를 낳은 네 어머니를 너희가 태어나지 않은 다른 나라로 내던질 것이다. 거기서 너희는 죽을 것이다.' 윌리엄 홀(1846–1917)의 삽화)

여고냐의 통치는 기원전 6세기 초 중동의 사건 연대기를 확립하는 데 중요한 것으로 간주된다. 이는 네부카드네자르에 의한 예루살렘 함락 시기를 확정하는 것을 포함한다. 예레미야 52:6에 따르면, 성벽은 시드키야의 11년째 탐무즈월 여름에 무너졌다.
그러나 역사가들은 그 해가 기원전 587년인지 586년인지를 두고 의견이 분분했다. 1990년 한 연구에서는 587년을 선호하는 학자 11명과 586년을 선호하는 학자 11명을 나열했다. 예루살렘의 두 번째 함락에 대한 바빌로니아 기록은 발견되지 않았으며, 이 시기의 연대기를 연구하는 학자들은 사건 전후의 현존하는 바빌로니아 기록과 대조하여 성경 본문에 의존해야 한다. 이와 관련하여 여고냐에 관한 성경 본문은 특히 중요한데, 그의 예루살렘 통치 시기는 1956년 도널드 위즈먼의 출판물에 의해 확정되었으며, 이는 그의 포로 37년째가 앞서 언급된 아멜-마르둑의 즉위년과 겹친다는 점과 일치한다.
에제키엘이 여고냐의 연대를 다루는 방식은 예루살렘 함락 날짜를 결정하는 출발점이다. 그는 여고냐와 함께 보낸 포로 생활의 연도를 기준으로 자신의 글을 날짜를 기록했으며, 그 글에서 예루살렘 함락과 관련된 여러 사건을 언급한다. 에제키엘 40장 1절에서 에제키엘은 자신의 환상을 유배 25년째이자 도시가 함락된 지 14년 후로 날짜를 기록한다. 에제키엘과 2 Kings 25:27의 저자가 모두 티슈리 기반 연도를 사용했다면, 25년째는 기원전 574/573년이 되고, 14년 전 도시의 함락은 기원전 588/587년, 즉 기원전 587년 여름이 된다. 이는 도시 함락과 관련된 에제키엘의 다른 본문들과 일치한다. 에제키엘 33장 21절은 한 피난민이 바빌론에 도착하여 "우리 유배"의 열두째 해 열째 달에 예루살렘 함락을 보고했다고 전한다. 유배 첫 해인 598/597년부터 계산하면 이는 기원전 586년 1월인데, 이는 기원전 586년 여름 예루살렘 함락과 양립할 수 없지만, 기원전 587년 여름 함락과는 일치한다. 다른 측에서는 여고냐가 기원전 597년 3월에 항복했으므로, 기원전 586년 1월은 11년이 채 안 되므로 유배 12년째로 간주될 수 없다고 주장한다.
띠엘레는 예루살렘 함락과 시드키야 통치 종말의 날짜를 기원전 586년으로 고수했다. 에제키엘이 여고냐의 포로 기간을 측정하는 방식, 특히 에제키엘 40장 1절에 나오는 포로 25년째에 대한 언급의 중요성을 어느 정도 인정하면서 그는 다음과 같이 썼다.
예루살렘의 최종 함락과 파괴를 다룬 바빌로니아 석판이 발견되지 않았지만, 에제키엘 40장 1절의 증언은 기원전 586년과 관련하여 결정적이라는 점에 주목해야 한다. 에제키엘이 자신과 여호야긴의 포로 25주년(기원전 573년 4월 28일)에 성전 환상을 보았고, 이것이 예루살렘 함락 후 14년째였으므로, 도시는 포로 후 11년째에 함락되었을 것이다. 597년 후 11년은 586년이다.:191
띠엘레는 기원전 586년이라는 날짜를 정당화하기 위해, 여고냐의 포로 기간이 유다 왕들의 다른 모든 경우에 사용했던 티슈리 기반 연도와는 대조적으로 니산월에 시작되는 역년이어야 한다고 가정했다. 그는 또한 여고냐의 포로 생활 또는 유배가 바빌로니아 연대기에 따르면 네부카드네자르가 예루살렘과 그 왕을 함락시킨 달인 기원전 597년 아달월부터가 아니라, 띠엘레가 여고냐가 바빌론으로 여행을 시작했다고 가정한 다음 달인 니산월부터 측정되어야 한다고 가정했다. 이러한 가정을 전제하면, 포로 첫 해는 기원전 597년 니산월에 시작되는 해가 될 것이다. 포로 25년째는 24년 후인 기원전 573년 니산월에 (573/572) 시작될 것이다. 포로 기간은 이러한 비즉위년 의미로 측정되어야 한다 (포로가 시작된 해를 포로 1년으로 간주). 그렇지 않으면 여고냐가 감옥에서 풀려난 해인 포로 37년째는 바빌로니아 연대기에 의해 정확히 확정될 수 있는 아멜-마르둑의 즉위년보다 2년 후인 기원전 560년 니산월 1일에 (597 - 37) 시작될 것이다. 띠엘레는 에제키엘 40장 1절이 포로 25년째가 도시가 함락된 지 14년 후라고 말한다는 점에 주목했다. 573/572년에서 14년 전은 587/586년이며, 띠엘레가 포로 기간에 대해 니산월을 가정하고 있으므로, 이 기간은 기원전 586년 니산월 1일 전날 끝난다. 그러나 이는 띠엘레가 도시 함락 날짜로 정한 기원전 586년 탐무즈월 9일보다 3개월 9일 전이다. 포로 기간이 니산월부터 측정되었다는 띠엘레의 가정조차도 에제키엘의 여고냐 포로 연대기와 586년이라는 날짜를 조화시키지 못하며, 위에 제시된 일반적인 티슈리 기반 연도를 사용하는 계산은 기원전 587년 여름을 산출하며, 이는 여고냐의 포로 생활과 관련된 에제키엘의 다른 모든 본문과 일치한다.
에제키엘의 또 다른 본문은 예루살렘 함락 시기에 대한 이러한 갈등이 왜 처음부터 있었는지에 대한 단서를 제공한다. 에제키엘 24장 1절–2절 (NIV)은 다음과 같이 기록한다.
아홉째 해 열째 달 열째 날에 주님의 말씀이 내게 임했다. "인자야, 이 날, 바로 이 날을 기록하라. 바빌론 왕이 바로 이 날 예루살렘을 포위했다."
여기서 날짜가 에제키엘의 다른 곳에서와 같이 여고냐의 유배 연도에 따라 측정된다고 가정하면, 바빌론의 예루살렘 공성전은 기원전 589년 1월 27일에 시작되었다. 이는 2 Kings 25:1 (NIV)의 유사한 구절과 비교될 수 있다.
그리하여 시드키야 왕의 통치 아홉째 해 열째 달 열째 날에 바빌론 왕 느부갓네살이 그의 전 군대와 함께 예루살렘으로 진격하여 도시 밖에 진을 치고 사방에 공성 무기를 세웠다.
에제키엘의 아홉째 해, 열째 달, 열째 날은 열왕기하의 기간과 동일하다. 에제키엘에서는 연도가 다른 모든 곳에서 여고냐의 포로 생활에 따라 측정되며, 이는 비즉위년 의미로 이해되어야 하므로, 포위 공격의 시작은 포로 생활 시작 후 실제 8년이었다. 열왕기하 25장 1절과의 비교는 열왕기하에서 시드키야의 연도 또한 비즉위년 계산이었다는 것을 나타낼 것이다. 예루살렘이 함락된 그의 열한째 해는 기원전 588/587년이 될 것이며, 이는 에제키엘의 모든 본문과 그 날짜와 일치하는 다른 모든 본문과 일치한다.
따라서 586년 날짜를 유지하는 일부 학자들은 에제키엘이 명시적으로 말하지 않고 이 한 경우에 시드키야의 통치 연도로 전환했다고 주장한다. 비록 에제키엘은 분명히 여고냐를 정당한 통치자로 여겼고 그의 글에서 시드키야를 결코 언급하지 않았지만 말이다. 또 다른 견해는 나중에 베낀 사람이 열왕기하 구절을 알고 그것을 에제키엘 본문에 수정하여 삽입했다는 것이다. 예루살렘의 바빌론 함락과 관련된 모든 성경 본문에 대한 연구에서 영은 이러한 추측이 불필요하며, 예레미야, 에제키엘, 열왕기하, 역대기하에 있는 예루살렘 함락과 관련된 모든 본문이 내부적으로 일관되며 기원전 587년 탐무즈월의 도시 함락과 일치한다고 결론지었다.

## 고고학적 발견
로베르트 콜데바이는 1899년부터 1917년까지 바빌론을 발굴하는 동안, 이슈타르의 문 근처에서 네부카드네자르 왕의 왕실 문서 보관실을 발견했다. 이곳에는 기원전 595년부터 570년까지의 시기에 해당하는 점토판들이 있었다. 이 점토판들은 1930년대 독일의 아시리아학자 에른스트 바이트너에 의해 번역되었다. 이 점토판 중 네 개는 폐위된 여호야긴 왕을 포함한 다양한 개인들에게 네부카드네자르가 왕실 창고에서 제공한 기름과 보리 배급 목록을 담고 있으며, 이는 여호야긴이 포로로 잡힌 지 5년 후의 것으로 기록되어 있다.
한 점토판에는 다음과 같이 적혀 있다.
유다의 왕 야우킨에게 10 (실라의 기름); 유다 왕의 자손에게 2 1/2 실라 (기름); 유대 출신 여덟 남자에게 4 실라.
다른 점토판에는 다음과 같이 적혀 있다.
아르와드 출신 목수 세 명에게 각각 1 1/2 실라 (기름); 비블로스 출신 목공 여덟 명에게 11 1/2 실라 ...; 그리스 장인 일곱 명에게 각각 3 1/2 실라; 목수 나부이티르에게 1/2 실라; 유다 왕의 아들 이야-쿠-우-키-누에게 10 실라[1]; 유대 왕의 다섯 아들에게 2 1/2 실라.
바빌로니아 연대기들은 현재 베를린 페르가몬 박물관에 소장되어 있다.

## 같이 보기
- 예루살렘 공방전 (기원전 597년)
- 유다 왕국
- 성경 외 자료에서 확인된 성경 인물 목록
- 엘나단, 고위 궁정 관리였던 외할아버지[29]